# Denkmal bei Kub
Das Denkmal bei Kub (englisch Monument at Kub) ist ein Kriegerdenkmal auf Farm Voigtskub unweit von Kalkrand in der Region Hardap in Namibia. Dieses ist seit dem 1. November 1968 ein Nationales Denkmal Namibias.
Das Denkmal wurde zum Gedenken an sieben gefallene deutsche Soldaten des Aufstand der Herero und Nama am 22. November 1904 errichtet. Kub war zu dem Zeitpunkt eine florierende Ansiedlung, in der sich unter anderem die erste afrikaanse Schule des Landes befand. Hieran erinnert eine Gedenktafel (seit 1953). Zudem befindet sich hier ein Friedhof für Buren und deutsche Soldaten.